# 杨林街道
杨林街道，是中华人民共和国湖北省天门市下辖的一个乡镇级行政单位。

## 行政区划
杨林街道下辖以下地区：
前进社区、朱垸村、李台村、费湾村、赵湾村、徐渡村、杨林村、新农村、李湾村、夏德口村、聂范村、张湖村、双剅口村、裴杜村、肖寺村、刘新村、龙台村、庙新村、蔡滩村、黄岭村、八市村、杨花台村和杨林口村。